# Dacryodes villiersiana
Dacryodes villiersiana är en tvåhjärtbladig växtart som beskrevs av Onana. Dacryodes villiersiana ingår i släktet Dacryodes och familjen Burseraceae. Inga underarter finns listade i Catalogue of Life.